# Academia Nacional de Ingeniería (Estados Unidos)
La Academia Nacional de Ingeniería (en inglés National Academy of Engineering acrónimo NAE) es una organización estadounidense privada, de orden público, no lucrativa, creada en 1964 por la iniciativa del secretario general adjunto de Comercio, John Herbert Hollomon. Forma parte de la Academia Nacional de Ciencias de Estados Unidos.

## Premios
La Academia otorga anualmente tres premios, donde cada destinatario recibe $ 500.000. Los tres premios son el Premio Bernard M. Gordon, el Premio Fritz J. y H. Dolores Russ, y el Premio Charles Stark Draper. Ellos se refieren a veces colectivamente como la versión de Estados Unidos de América de un Premio Nobel para la ingeniería